# Exposición Internacional de Knoxville (1982)
La Exposición Especializada de Knoxville de 1982 fue regulada por la Oficina Internacional de Exposiciones y tuvo lugar del 1 de mayo al 31 de octubre de dicho año en la ciudad estadounidense de Knoxville. Esta exposición especializada tuvo como tema cómo "la energía cambia el mundo". La exposición recibió la visita de 11.127.786 personas y revitalizó el turismo tanto en la ciudad, como en el resto de Tennessee. La muestra produjo en la ciudad unos beneficios de 21 millones de dólares, y a escala nacional produjo 81 millones de dólares. La candidatura de la muestra se presentó el 27 de abril de 1977.

## Países participantes
En esta exposición especializada participaron 16 países
| Países participantes | Países participantes | Países participantes | Países participantes |
| -------------------- | -------------------- | -------------------- | -------------------- |
| Alemania Occidental  | Arabia Saudita       | Australia            | Canadá               |
| China                | Corea del Sur        | Egipto               | Estados Unidos       |
| Filipinas            | Francia              | Hungría              | Italia               |
| Japón                | México               | Perú                 | Reino Unido          |